# Hertz Systems
Hertz Systems Ltd Sp. z o.o. – przedsiębiorstwo z Zielonej Góry wykorzystujące technologie kosmiczne na rynek wojskowy i cywilny, oparte na nawigacji GPS.
Hertz Systems Ltd Sp. z o.o. współpracuje m.in. z Europejską Agencją Kosmiczną, Polską Agencją Kosmiczną, Centrum Badań Kosmicznych Polskiej Akademii Nauk i agencjami NATO. Jest także partnerem Uniwersytetu Zielonogórskiego oraz Uniwersytetu Warmińsko-Mazurskiego, z którymi wspólnie realizuje międzywydziałowy kierunek studiów inżyniera kosmiczna. Przedsiębiorstwo bierze udział w projekcie budowy pierwszego polskiego satelity komercyjnego SAT-AIS-PL na zlecenie ESA.

## Historia
Przedsiębiorstwo Hertz Systems Ltd Sp. z o.o. zostało założone w 1989 r., działając początkowo w obszarze cywilnym. W późniejszym czasie rozszerzono działalność o rynek wojskowy, wzbogacając ofertę firmy o urządzenia wojskowe i systemy satelitarne dla Sił Zbrojnych RP oraz sił sojuszniczych NATO. Rok 2012 był początkiem działalności firmy w sektorze kosmicznym. Dwa lata później spółka w ramach ESA rozpoczęła projekt systemu monitorowania transportu zwierząt LMS. W 2015 r. Dyrektor Generalny Hertz Systems Ltd Sp. z o.o. został powołany do Rady Polskiej Agencji Kosmicznej. Przedsiębiorstwo wchodzi w skład konsorcjum budującego pierwszego polskiego satelitę komercyjnego SAT-AIS-PL, którego planowane wysłanie na orbitę okołoziemską przewidywane było na rok 2020.

## Działalność
Firma Hertz Systems Ltd Sp. z o.o. prowadzi działania w trzech obszarach: kosmicznym, wojskowym i cywilnym.
W obszarze kosmicznym Hertz Systems Ltd Sp. z o.o. realizuje wspólnie z ESA projekt LMS (Lifestock Monitoring Systems), który pozwala na monitorowanie warunków, w jakich odbywa się transport zwierząt. Zielonogórska firma realizuje także projekt polskiego satelity obserwacyjnego AIS, oraz pierwszego polskiego satelity komercyjnego SAT-AIS-PL. 
W obszarze przemysłu zbrojeniowego spółka dostarcza wojskowe odbiorniki nawigacji satelitarnej HGPST z modułem SAASM, które są stosowane na wojskowych platformach bojowych. Firma zajmuje się także tworzeniem rozwiązań na potrzeby rynku cywilnego – monitorowaniem flot pojazdów, systemami bezpieczeństwa, czy lokalizacją personalną.
Zielonogórska firma Hertz Systems zaprojektowała i zainstalowała systemy bezpieczeństwa dla kancelarii Prezydenta RP, budynku Sejmu czy CBA.
Odbiorniki GPS HGPST znajdują się na wojskowych platformach i systemach: Kołowy Transporter Opancerzony ROSOMAK, stacja radiolokacyjna SOŁA, PILICA, radar rozpoznania artyleryjskiego LIWIEC, GUNICA, system transmisji danych Link 16 oraz niszczyciel min „Kormoran II”.
Firma Hertz Systems Ltd Sp. z o.o. prowadzi również kompleksowe działania z zakresu ochrony osób fizycznych i mienia. Jako jedna z pierwszych firm ochroniarskich w Polsce wprowadziła usługi inteligentnego domu czyli zestaw: alarmy domowe, czujniki czadu, czujniki ruchu w połączeniu z zewnętrznym systemem komunikacji zapewnia kompleksową ochronę w każdych warunkach. Dodatkowo firma Hertz Systems oferuje 2 letni okres gwarancyjny i systemy (SSP) i (DSO).

## Poświadczenia i nagrody
W 2013 r. firma Hertz Systems Ltd Sp. z o.o. otrzymała tytuł Lidera Polskiego Biznesu, a rok później została nagrodzona w konkursie Lider Bezpieczeństwa Państwa. Spółka posiada także Koncesję MSWiA w zakresie wytwarzania i obrotu technologią wojskową i policyjną, a także Świadectwo Bezpieczeństwa Przemysłowego NATO SECRET oraz UE SECRET.